# Ministri dell'interno della Francia
Questo articolo fornisce l'elenco dei ministri dell'interno della Francia.

## Monarchia costituzionale
| Ministro                                          | Inizio           | Termine          |
| François-Emmanuel Guignard, conte de Saint-Priest | 7 agosto 1790    | 25 gennaio 1791  |
| Claude Antoine Valdec de Lessart                  | 25 gennaio 1791  | 29 novembre 1791 |
| Bon-Claude Cahier de Gerville                     | 29 novembre 1791 | 24 marzo 1792    |
| Jean-Marie Roland de la Platière                  | 24 marzo 1792    | 13 giugno 1792   |
| Jacques Augustin Mourgue                          | 13 giugno 1792   | 18 giugno 1792   |
| Antoine René, marchese di Terrier de Monciel      | 18 giugno 1792   | 17 luglio 1792   |
| Étienne Louis Hector Dejoly                       | 17 luglio 1792   | 21 luglio 1792   |
| Clément Felix Champion de Villeneuve              | 21 luglio 1792   | 10 agosto 1792   |

## Prima Repubblica
| Ministro                              | Inizio            | Termine           |
| Jean-Marie Roland de la Platière      | 10 agosto 1792    | 23 gennaio 1793   |
| Dominique Joseph Garat                | 23 gennaio 1793   | 20 agosto 1793    |
| Jules François Paré                   | 20 agosto 1793    | 5 aprile 1794     |
| Jean Marie Claude Alexandre Goujon    | 5 aprile 1794     | 8 aprile 1794     |
| Martial Joseph Armand Herman          | 8 aprile 1794     | 20 aprile 1794    |
| nessuno                               | 20 aprile 1794    | 3 novembre 1795   |
| Pierre Bénézech                       | 3 novembre 1795   | 15 luglio 1797    |
| Nicolas-Louis François de Neufchâteau | 15 luglio 1797    | 13 settembre 1797 |
| François Sébastien Letourneux         | 13 settembre 1797 | 17 giugno 1798    |
| Nicolas-Louis François de Neufchâteau | 17 giugno 1798    | 22 giugno 1799    |
| Nicolas Marie Quinette                | 22 giugno 1799    | 10 novembre 1799  |
| Pierre Simon Laplace                  | 12 novembre 1799  | 25 dicembre 1799  |
| Lucien Bonaparte                      | 25 dicembre 1799  | 7 novembre 1800   |
| Jean-Antoine Chaptal                  | 7 novembre 1800   | 7 agosto 1804     |

## Primo Impero francese
| Ministro                                   | Inizio          | Termine         |
| Jean-Baptiste Nompère de Champagny         | 7 agosto 1804   | 9 agosto 1807   |
| Emmanuel Crétet, conte di Champmol         | 9 agosto 1807   | 29 giugno 1809  |
| Joseph Fouché, duca d'Otranto              | 29 giugno 1809  | 1º ottobre 1809 |
| Jean-Pierre Bachasson, conte di Montalivet | 1º ottobre 1809 | 1º aprile 1814  |

## Prima Restaurazione
| Ministro                                | Inizio         | Termine        |
| Jacques Claude conte di Beugnot         | 3 aprile 1814  | 13 maggio 1814 |
| François Xavier de Montesquiou-Fezensac | 13 maggio 1814 | 20 marzo 1815  |

## Cento giorni
| Ministro             | Inizio        | Termine        |
| Lazare, conte Carnot | 20 marzo 1815 | 22 giugno 1815 |

## Seconda Restaurazione
| Ministro                                               | Inizio            | Termine           |
| Claude Carnot-Feulin                                   | 22 giugno 1815    | 7 luglio 1815     |
| Étienne-Denis Pasquier                                 | 7 luglio 1815     | 26 settembre 1815 |
| Vincent-Marie Viénot, conte di Vaublanc                | 26 settembre 1815 | 7 maggio 1816     |
| Joseph, visconte Lainé                                 | 7 maggio 1816     | 29 dicembre 1818  |
| Élie Decazes, duca di Decazes                          | 29 dicembre 1818  | 20 febbraio 1820  |
| Joseph Jérôme, conte Siméon                            | 20 febbraio 1820  | 14 dicembre 1821  |
| Jacques Joseph Guillaume Pierre, conte di Corbière     | 14 dicembre 1821  | 4 gennaio 1828    |
| Jean-Baptiste Gay, visconte di Martignac               | 4 gennaio 1828    | 8 agosto 1829     |
| François Régis de La Bourdonnaye, conte di La Bretèche | 8 agosto 1829     | 18 novembre 1829  |
| Gullaume Isidore, conte di Montbel                     | 18 novembre 1829  | 19 maggio 1830    |
| Charles Ignace, conte di Peyronnet                     | 19 maggio 1830    | 31 luglio 1830    |
| Achille Léonce Victor Charles, duca di Broglie         | 31 luglio 1830    | 1º agosto 1830    |

## Monarchia di luglio
| Ministro                                      | Inizio           | Termine          |
| François Guizot                               | 1º agosto 1830   | 2 novembre 1830  |
| Marthe Camille Bachasson, conte di Montalivet | 2 novembre 1830  | 13 marzo 1831    |
| Casimir Pierre Périer                         | 13 marzo 1831    | 27 aprile 1832   |
| Marthe Camille Bachasson, conte di Montalivet | 27 aprile 1832   | 11 ottobre 1832  |
| Adolphe Thiers                                | 11 ottobre 1832  | 31 dicembre 1832 |
| Antoine Maurice Apollinaire d'Argout          | 31 dicembre 1832 | 4 aprile 1834    |
| Adolphe Thiers                                | 4 aprile 1834    | 10 novembre 1834 |
| Hugues Bernard Maret, duca di Bassano         | 10 novembre 1834 | 18 novembre 1834 |
| Adolphe Thiers                                | 18 novembre 1834 | 22 febbraio 1836 |
| Marthe Camille Bachasson, conte di Montalivet | 22 febbraio 1836 | 6 settembre 1836 |
| Adrien de Gasparin                            | 6 settembre 1836 | 15 aprile 1837   |
| Marthe Camille Bachasson, conte di Montalivet | 15 aprile 1837   | 31 marzo 1839    |
| Adrien de Gasparin                            | 31 marzo 1839    | 12 maggio 1839   |
| Tanneguy Duchâtel                             | 12 maggio 1839   | 1º marzo 1840    |
| Charles, conte di Rémusat                     | 1º marzo 1840    | 29 ottobre 1840  |
| Tanneguy Duchâtel                             | 29 ottobre 1840  | 24 febbraio 1848 |
| Alexandre Ledru-Rollin                        | 24 febbraio 1848 | 11 maggio 1848   |
| Adrien Recurt                                 | 11 maggio 1848   | 28 giugno 1848   |
| Antoine Sénard                                | 28 giugno 1848   | 13 ottobre 1848  |
| Jules-Armand Dufaure                          | 13 ottobre 1848  | 20 dicembre 1848 |

## Seconda Repubblica
| Ministro                         | Inizio           | Termine          |
| Léon de Malleville               | 20 dicembre 1848 | 29 dicembre 1848 |
| Léon Faucher                     | 29 dicembre 1848 | 2 giugno 1849    |
| Jules-Armand Dufaure             | 2 giugno 1849    | 31 ottobre 1849  |
| Ferdinand Barrot                 | 31 ottobre 1849  | 15 marzo 1850    |
| Jules Baroche                    | 15 marzo 1850    | 24 gennaio 1851  |
| Marc Antoine Henri Marius Vaïsse | 24 gennaio 1851  | 10 aprile 1851   |
| Léon Faucher                     | 10 aprile 1851   | 26 ottobre 1851  |
| René de Thorigny                 | 26 ottobre 1851  | 2 dicembre 1851  |

## Secondo Impero francese
| Ministro                                           | Inizio           | Termine          |
| Charles Auguste, duca di Morny                     | 2 dicembre 1851  | 22 gennaio 1852  |
| Victor Fialin, conte di Persigny                   | 22 gennaio 1852  | 23 giugno 1854   |
| Adolphe Billault                                   | 23 giugno 1854   | 7 febbraio 1858  |
| Charles Esprit Espinasse                           | 7 febbraio 1858  | 14 giugno 1858   |
| Claude Alphonse Delangle                           | 14 giugno 1858   | 5 maggio 1859    |
| Louis Arrighi de Casanova, duca di Padova          | 5 maggio 1859    | 1º novembre 1859 |
| Adolphe Billault                                   | 1º novembre 1859 | 5 dicembre 1860  |
| Victor Fialin, conte di Persigny                   | 5 dicembre 1860  | 23 giugno 1863   |
| Paul Boudet                                        | 23 giugno 1863   | 28 marzo 1865    |
| Charles, marchese di La Valette                    | 28 marzo 1865    | 13 novembre 1867 |
| Ernest Pinard                                      | 13 novembre 1867 | 17 dicembre 1868 |
| Adolphe Forcade La Roquette                        | 17 dicembre 1868 | 2 gennaio 1870   |
| Jean-Pierre Napoléon Eugène Chevandier de Valdrôme | 2 gennaio 1870   | 18 agosto 1870   |
| Julien-Théophile-Henri Chevreau                    | 18 agosto 1870   | 4 settembre 1870 |

## Terza Repubblica
| Ministro                          | Inizio            | Termine          |
| Léon Gambetta                     | 4 settembre 1870  | 6 febbraio 1871  |
| Emmanuel Arago                    | 6 febbraio 1871   | 19 febbraio 1871 |
| Ernest Picard                     | 19 febbraio 1871  | 5 giugno 1871    |
| Félix Lambrecht                   | 5 giugno 1871     | 8 ottobre 1871   |
| Auguste Casimir-Perier            | 11 ottobre 1871   | 6 febbraio 1872  |
| Victor Lefranc                    | 6 febbraio 1872   | 7 dicembre 1872  |
| Eugène de Goulard                 | 7 dicembre 1872   | 18 maggio 1873   |
| Auguste Casimir-Perier            | 18 maggio 1873    | 25 maggio 1873   |
| Charles Beulé                     | 25 maggio 1873    | 26 novembre 1873 |
| Albert de Broglie                 | 26 novembre 1873  | 22 maggio 1874   |
| Oscar Bardi de Fourtou            | 22 maggio 1874    | 20 luglio 1874   |
| François, baron de Chabaud-Latour | 20 luglio 1874    | 10 marzo 1875    |
| Louis Buffet                      | 10 marzo 1875     | 23 febbraio 1876 |
| Jules Armand Dufaure              | 23 febbraio 1876  | 9 marzo 1876     |
| Amable Richard                    | 9 marzo 1876      | 11 maggio 1876   |
| Émile de Marcère                  | 15 maggio 1876    | 12 dicembre 1876 |
| Jules Simon                       | 12 dicembre 1876  | 17 maggio 1877   |
| Oscar Bardi de Fourtou            | 17 maggio 1877    | 23 novembre 1877 |
| Charles Welche                    | 23 novembre 1877  | 13 dicembre 1877 |
| Émile de Marcère                  | 13 dicembre 1877  | 4 marzo 1879     |
| Charles Lepère                    | 4 marzo 1879      | 17 maggio 1880   |
| Ernest Constans                   | 17 maggio 1880    | 14 novembre 1881 |
| Pierre Waldeck-Rousseau           | 14 novembre 1881  | 30 gennaio 1882  |
| René Goblet                       | 30 gennaio 1882   | 7 agosto 1882    |
| Armand Fallières                  | 7 agosto 1882     | 21 febbraio 1883 |
| Pierre Waldeck-Rousseau           | 21 febbraio 1883  | 6 aprile 1885    |
| François Allain-Targé             | 6 aprile 1885     | 7 gennaio 1886   |
| Ferdinand Sarrien                 | 7 gennaio 1886    | 11 dicembre 1886 |
| René Goblet                       | 11 dicembre 1886  | 30 maggio 1877   |
| Armand Fallières                  | 30 maggio 1887    | 12 dicembre 1887 |
| Ferdinand Sarrien                 | 12 dicembre 1887  | 3 aprile 1888    |
| Charles Floquet                   | 3 aprile 1888     | 22 febbraio 1889 |
| Ernest Constans                   | 22 febbraio 1889  | 1º marzo 1890    |
| Léon Bourgeois                    | 1º marzo 1890     | 17 marzo 1890    |
| Ernest Constans                   | 17 marzo 1890     | 27 febbraio 1892 |
| Émile Loubet                      | 27 febbraio 1892  | 11 gennaio 1893  |
| Alexandre Ribot                   | 11 gennaio 1893   | 4 aprile 1893    |
| Charles Dupuy                     | 4 aprile 1893     | 3 dicembre 1893  |
| David Raynal                      | 3 dicembre 1893   | 30 maggio 1894   |
| Charles Dupuy                     | 30 maggio 1894    | 26 gennaio 1895  |
| Georges Leygues                   | 26 gennaio 1895   | 1º novembre 1895 |
| Léon Bourgeois                    | 1º novembre 1895  | 28 marzo 1896    |
| Ferdinand Sarrien                 | 30 marzo 1896     | 29 aprile 1896   |
| Louis Barthou                     | 29 aprile 1896    | 28 giugno 1898   |
| Henri Brisson                     | 28 giugno 1898    | 1º novembre 1898 |
| Charles Dupuy                     | 1º novembre 1898  | 22 giugno 1899   |
| Pierre Waldeck-Rousseau           | 22 giugno 1899    | 7 giugno 1902    |
| Émile Combes                      | 7 giugno 1902     | 24 gennaio 1905  |
| Eugène Étienne                    | 24 gennaio 1905   | 12 novembre 1905 |
| Fernand Dubief                    | 12 novembre 1905  | 14 marzo 1906    |
| Georges Clemenceau                | 14 marzo 1906     | 24 luglio 1909   |
| Aristide Briand                   | 24 luglio 1909    | 2 marzo 1911     |
| Ernest Monis                      | 2 marzo 1911      | 27 giugno 1911   |
| Joseph Caillaux                   | 27 giugno 1911    | 14 gennaio 1912  |
| Théodore Steeg                    | 14 gennaio 1912   | 21 gennaio 1913  |
| Aristide Briand                   | 21 gennaio 1913   | 22 marzo 1913    |
| Louis Lucien Klotz                | 22 marzo 1913     | 9 dicembre 1913  |
| René Renoult                      | 9 dicembre 1913   | 17 marzo 1914    |
| Louis Malvy                       | 17 marzo 1914     | 9 giugno 1914    |
| Paul Peytral                      | 9 giugno 1914     | 13 giugno 1914   |
| Louis Malvy                       | 13 giugno 1914    | 31 agosto 1917   |
| Théodore Steeg                    | 1º settembre 1917 | 16 novembre 1917 |
| Jules Pams                        | 16 novembre 1917  | 20 gennaio 1920  |
| Théodore Steeg                    | 20 gennaio 1920   | 16 gennaio 1921  |
| Pierre Marraud                    | 16 gennaio 1921   | 15 gennaio 1922  |
| Maurice Maunoury                  | 15 gennaio 1922   | 29 marzo 1924    |
| Justin de Selves                  | 29 marzo 1924     | 14 giugno 1924   |
| Camille Chautemps                 | 14 giugno 1924    | 17 aprile 1925   |
| Abraham Schrameck                 | 17 aprile 1925    | 22 novembre 1925 |
| Camille Chautemps                 | 28 novembre 1925  | 9 marzo 1926     |
| Louis Malvy                       | 9 marzo 1926      | 10 aprile 1926   |
| Jean Durand                       | 10 aprile 1926    | 19 luglio 1926   |
| Camille Chautemps                 | 19 luglio 1926    | 23 luglio 1926   |
| Albert Sarraut                    | 23 luglio 1926    | 11 novembre 1928 |
| André Tardieu                     | 11 novembre 1928  | 21 febbraio 1930 |
| Camille Chautemps                 | 21 febbraio 1930  | 2 marzo 1930     |
| André Tardieu                     | 2 marzo 1930      | 13 dicembre 1930 |
| Georges Leygues                   | 13 dicembre 1930  | 27 gennaio 1931  |
| Pierre Laval                      | 27 gennaio 1931   | 14 gennaio 1932  |
| Pierre Cathala                    | 14 gennaio 1932   | 20 febbraio 1932 |
| Albert Mahieu                     | 20 febbraio 1932  | 3 giugno 1932    |
| Camille Chautemps                 | 3 giugno 1932     | 30 gennaio 1934  |
| Eugène Frot                       | 30 gennaio 1934   | 9 febbraio 1934  |
| Albert Sarraut                    | 9 febbraio 1934   | 13 ottobre 1934  |
| Paul Marchandeau                  | 13 ottobre 1934   | 8 novembre 1934  |
| Marcel Régnier                    | 8 novembre 1934   | 1º giugno 1935   |
| Fernand Bouisson                  | 1º giugno 1935    | 7 giugno 1935    |
| Joseph Paganon                    | 7 giugno 1935     | 24 gennaio 1936  |
| Albert Sarraut                    | 24 gennaio 1936   | 4 giugno 1936    |
| Roger Salengro                    | 4 giugno 1936     | 18 novembre 1936 |
| Marx Dormoy                       | 24 novembre 1936  | 18 gennaio 1938  |
| Albert Sarraut                    | 18 gennaio 1938   | 13 marzo 1938    |
| Marx Dormoy                       | 13 marzo 1938     | 10 aprile 1938   |
| Albert Sarraut                    | 10 aprile 1938    | 21 marzo 1940    |
| Henri Roy                         | 21 marzo 1940     | 18 maggio 1940   |
| Georges Mandel                    | 18 maggio 1940    | 16 giugno 1940   |
| Charles Pomaret                   | 16 giugno 1940    | 26 giugno 1940   |

## Regime di Vichy
| Ministro         | Ministro         | Ministro                     | Mandato          | Mandato          | Partito                   | Governo  |
| ---------------- | ---------------- | ---------------------------- | ---------------- | ---------------- | ------------------------- | -------- |
|                  |                  | Adrien Marquet (1884-1955)   | 27 giugno 1940   | 6 settembre 1940 | Partito Neo-socialista    | Laval V  |
|                  |                  | Marcel Peyrouton (1887-1983) | 6 settembre 1940 | 14 dicembre 1940 | Indipendente              | Laval V  |
| 14 dicembre 1940 | 10 febbraio 1941 | Marcel Peyrouton (1887-1983) | Flandin II       |                  | Indipendente              |          |
|                  |                  | François Darlan (1881-1942)  | 10 febbraio 1941 | 18 luglio 1941   | Indipendente              | Darlan   |
|                  |                  | Pierre Pucheu (1899-1944)    | 18 luglio 1941   | 18 aprile 1942   | Partito Popolare Francese | Darlan   |
|                  |                  | Pierre Laval (1883-1945)     | 18 aprile 1942   | 20 agosto 1944   | Indipendente              | Laval VI |

## Francia libera
| Ministro | Ministro                                    | Inizio            | Termine           |
| -------- | ------------------------------------------- | ----------------- | ----------------- |
|          | André Diethelm (1896-1954)                  | 24 settembre 1941 | 28 luglio 1942    |
|          | André Philip (1902-1970)                    | 28 luglio 1942    | 9 novembre 1943   |
|          | Emmanuel d'Astier de La Vigerie (1900-1969) | 9 novembre 1943   | 10 settembre 1944 |

## Governo provvisorio della Repubblica francese
| Ministro         | Ministro        | Ministro                     | Mandato           | Mandato          | Partito                                      | Governo     |
| ---------------- | --------------- | ---------------------------- | ----------------- | ---------------- | -------------------------------------------- | ----------- |
|                  |                 | Adrien Tixier (1893-1946)    | 10 settembre 1944 | 21 novembre 1945 | Sezione Francese dell'Internazionale Operaia | De Gaulle I |
| 21 novembre 1945 | 26 gennaio 1946 | Adrien Tixier (1893-1946)    | De Gaulle II      |                  | Sezione Francese dell'Internazionale Operaia |             |
|                  |                 | André Le Troquer (1884-1963) | 26 gennaio 1946   | 24 giugno 1946   | Sezione Francese dell'Internazionale Operaia | Gouin       |
|                  |                 | Édouard Depreux (1898-1981)  | 24 giugno 1946    | 16 dicembre 1946 | Sezione Francese dell'Internazionale Operaia | Bidault I   |
| 16 dicembre 1946 | 22 gennaio 1947 | Édouard Depreux (1898-1981)  | Blum III          |                  | Sezione Francese dell'Internazionale Operaia |             |

## Quarta Repubblica
| Ministro          | Ministro          | Ministro                             | Mandato          | Mandato          | Partito                                             | Governo       |
| ----------------- | ----------------- | ------------------------------------ | ---------------- | ---------------- | --------------------------------------------------- | ------------- |
|                   |                   | Édouard Depreux (1898-1981)          | 22 gennaio 1947  | 22 ottobre 1947  | Sezione Francese dell'Internazionale Operaia        | Ramadier I    |
| 22 ottobre 1947   | 24 novembre 1947  | Édouard Depreux (1898-1981)          | Ramadier II      |                  | Sezione Francese dell'Internazionale Operaia        |               |
|                   |                   | Jules Moch (1893-1985)               | 24 novembre 1947 | 26 luglio 1948   | Sezione Francese dell'Internazionale Operaia        | Schuman I     |
| 26 luglio 1948    | 5 settembre 1948  | Jules Moch (1893-1985)               | Marie            |                  | Sezione Francese dell'Internazionale Operaia        |               |
| 5 settembre 1948  | 11 settembre 1948 | Jules Moch (1893-1985)               | Schuman II       |                  | Sezione Francese dell'Internazionale Operaia        |               |
| 11 settembre 1948 | 28 ottobre 1949   | Jules Moch (1893-1985)               | Queuille I       |                  | Sezione Francese dell'Internazionale Operaia        |               |
| 28 ottobre 1949   | 7 febbraio 1950   | Jules Moch (1893-1985)               | Bidault II       |                  | Sezione Francese dell'Internazionale Operaia        |               |
|                   |                   | Henri Queuille (1884-1970)           | 7 febbraio 1950  | 2 luglio 1950    | Partito Repubblicano, Radicale e Radical-Socialista | Bidault III   |
| 2 luglio 1950     | 12 luglio 1950    | Henri Queuille (1884-1970)           | Queuille II      |                  | Partito Repubblicano, Radicale e Radical-Socialista |               |
| 12 luglio 1950    | 10 marzo 1951     | Henri Queuille (1884-1970)           | Pleven I         |                  | Partito Repubblicano, Radicale e Radical-Socialista |               |
| 10 marzo 1951     | 11 agosto 1951    | Henri Queuille (1884-1970)           | Queuille III     |                  | Partito Repubblicano, Radicale e Radical-Socialista |               |
|                   |                   | Charles Brune (1891-1956)            | 11 agosto 1951   | 20 gennaio 1952  | Partito Repubblicano, Radicale e Radical-Socialista | Pleven II     |
| 20 gennaio 1952   | 8 marzo 1952      | Charles Brune (1891-1956)            | Faure I          |                  | Partito Repubblicano, Radicale e Radical-Socialista |               |
| 8 marzo 1952      | 8 gennaio 1953    | Charles Brune (1891-1956)            | Pinay            |                  | Partito Repubblicano, Radicale e Radical-Socialista |               |
| 8 gennaio 1953    | 28 giugno 1953    | Charles Brune (1891-1956)            | Mayer            |                  | Partito Repubblicano, Radicale e Radical-Socialista |               |
|                   |                   | Léon Martinaud-Deplat (1899-1969)    | 28 giugno 1953   | 16 gennaio 1954  | Partito Repubblicano, Radicale e Radical-Socialista | Laniel I      |
| 16 gennaio 1954   | 19 giugno 1954    | Léon Martinaud-Deplat (1899-1969)    | Laniel II        |                  | Partito Repubblicano, Radicale e Radical-Socialista |               |
|                   |                   | François Mitterrand (1916-1996)      | 19 giugno 1954   | 23 febbraio 1955 | Unione Democratica e Socialista della Resistenza    | Mendès France |
|                   |                   | Maurice Bourgès-Maunoury (1914-1993) | 23 febbraio 1955 | 1º dicembre 1955 | Partito Repubblicano, Radicale e Radical-Socialista | Faure II      |
|                   |                   | Edgar Faure ad interim (1908-1988)   | 1º dicembre 1955 | 1º febbraio 1956 | Partito Repubblicano, Radicale e Radical-Socialista | Faure II      |
|                   |                   | Jean Gilbert-Jules (1903-1984)       | 1º febbraio 1956 | 13 giugno 1957   | Partito Repubblicano, Radicale e Radical-Socialista | Mollet        |
| 13 giugno 1957    | 6 novembre 1957   | Jean Gilbert-Jules (1903-1984)       | Bourgès-Maunoury |                  | Partito Repubblicano, Radicale e Radical-Socialista |               |
|                   |                   | Maurice Bourgès-Maunoury (1914-1993) | 6 novembre 1957  | 14 maggio 1958   | Partito Repubblicano, Radicale e Radical-Socialista | Gaillard      |
|                   |                   | Maurice Faure (1922-2014)            | 14 maggio 1958   | 17 maggio 1958   | Partito Repubblicano, Radicale e Radical-Socialista | Pflimlin      |
|                   |                   | Jules Moch (1893-1985)               | 17 maggio 1958   | 1º giugno 1958   | Sezione Francese dell'Internazionale Operaia        | Pflimlin      |
|                   |                   | Émile Pelletier (1898-1975)          | 1º giugno 1958   | 8 gennaio 1959   | Indipendente                                        | De Gaulle III |

### Quinta Repubblica
| Ministro                                   | Ministro                          | Ministro                           | Mandato           | Mandato           | Partito                                  | Governo      |
| ------------------------------------------ | --------------------------------- | ---------------------------------- | ----------------- | ----------------- | ---------------------------------------- | ------------ |
|                                            |                                   | Jean Berthoin (1895–1979)          | 8 gennaio 1959    | 29 maggio 1959    | Partito Radicale                         | Debré        |
|                                            |                                   | Pierre Chatenet (1917–1997)        | 29 maggio 1959    | 6 maggio 1961     | Indipendente                             | Debré        |
|                                            |                                   | Roger Frey (1913–1997)             | 6 maggio 1961     | 7 aprile 1967     | Unione per la Nuova Repubblica           | Debré        |
| Pompidou I                                 |                                   | Roger Frey (1913–1997)             | 6 maggio 1961     | 7 aprile 1967     | Unione per la Nuova Repubblica           |              |
| Pompidou II                                |                                   | Roger Frey (1913–1997)             | 6 maggio 1961     | 7 aprile 1967     | Unione per la Nuova Repubblica           |              |
| Pompidou III                               |                                   | Roger Frey (1913–1997)             | 6 maggio 1961     | 7 aprile 1967     | Unione per la Nuova Repubblica           |              |
|                                            |                                   | Christian Fouchet (1911–1974)      | 7 aprile 1967     | 31 maggio 1968    | Unione dei Democratici per la Repubblica | Pompidou IV  |
|                                            |                                   | Raymond Marcellin (1914–2004)      | 31 maggio 1968    | 1º marzo 1974     | Repubblicani Indipendenti                | Pompidou IV  |
| Couve de Murville                          |                                   | Raymond Marcellin (1914–2004)      | 31 maggio 1968    | 1º marzo 1974     | Repubblicani Indipendenti                |              |
| Chaban-Delmas                              |                                   | Raymond Marcellin (1914–2004)      | 31 maggio 1968    | 1º marzo 1974     | Repubblicani Indipendenti                |              |
| Messmer I                                  |                                   | Raymond Marcellin (1914–2004)      | 31 maggio 1968    | 1º marzo 1974     | Repubblicani Indipendenti                |              |
| Messmer II                                 |                                   | Raymond Marcellin (1914–2004)      | 31 maggio 1968    | 1º marzo 1974     | Repubblicani Indipendenti                |              |
|                                            |                                   | Jacques Chirac (1932–2019)         | 1º marzo 1974     | 27 maggio 1974    | Unione dei Democratici per la Repubblica | Messmer III  |
|                                            |                                   | Michel Poniatowski (1922–2002)     | 27 maggio 1974    | 30 marzo 1977     | Repubblicani Indipendenti                | Chirac I     |
| Barre I                                    |                                   | Michel Poniatowski (1922–2002)     | 27 maggio 1974    | 30 marzo 1977     | Repubblicani Indipendenti                |              |
|                                            |                                   | Christian Bonnet (1921–2020)       | 30 marzo 1977     | 21 maggio 1981    | Unione per la Democrazia Francese        | Barre II     |
| Barre III                                  |                                   | Christian Bonnet (1921–2020)       | 30 marzo 1977     | 21 maggio 1981    | Unione per la Democrazia Francese        |              |
|                                            |                                   | Gaston Defferre (1910–1986)        | 21 maggio 1981    | 17 luglio 1984    | Partito Socialista                       | Mauroy I     |
| Mauroy II                                  |                                   | Gaston Defferre (1910–1986)        | 21 maggio 1981    | 17 luglio 1984    | Partito Socialista                       |              |
| Mauroy III                                 |                                   | Gaston Defferre (1910–1986)        | 21 maggio 1981    | 17 luglio 1984    | Partito Socialista                       |              |
|                                            |                                   | Pierre Joxe (1934)                 | 17 luglio 1984    | 20 marzo 1986     | Partito Socialista                       | Fabius       |
|                                            |                                   | Charles Pasqua (1927–2015)         | 20 marzo 1986     | 10 maggio 1988    | Raggruppamento per la Repubblica         | Chirac II    |
|                                            |                                   | Pierre Joxe (1934)                 | 10 maggio 1988    | 30 gennaio 1991   | Partito Socialista                       | Rocard I     |
| Rocard II                                  |                                   | Pierre Joxe (1934)                 | 10 maggio 1988    | 30 gennaio 1991   | Partito Socialista                       |              |
|                                            |                                   | Philippe Marchand (1939–2018)      | 30 gennaio 1991   | 2 aprile 1992     | Partito Socialista                       |              |
| Cresson                                    |                                   | Philippe Marchand (1939–2018)      | 30 gennaio 1991   | 2 aprile 1992     | Partito Socialista                       |              |
|                                            |                                   | Paul Quilès (1942–2021)            | 2 aprile 1992     | 29 marzo 1993     | Partito Socialista                       | Bérégovoy    |
|                                            |                                   | Charles Pasqua (1927–2015)         | 29 marzo 1993     | 17 maggio 1995    | Raggruppamento per la Repubblica         | Balladur     |
|                                            |                                   | Jean-Louis Debré (1944)            | 17 maggio 1995    | 3 giugno 1997     | Raggruppamento per la Repubblica         | Juppé I      |
| Juppé II                                   |                                   | Jean-Louis Debré (1944)            | 17 maggio 1995    | 3 giugno 1997     | Raggruppamento per la Repubblica         |              |
|                                            |                                   | Jean-Pierre Chevènement (1939)     | 3 giugno 1997     | 30 agosto 2000    | Movimento Repubblicano e Cittadino       | Jospin       |
|                                            |                                   | Daniel Vaillant (1949)             | 30 agosto 2000    | 6 maggio 2002     | Partito Socialista                       | Jospin       |
|                                            |                                   | Nicolas Sarkozy (1955)             | 6 maggio 2002     | 31 marzo 2004     | Raggruppamento per la Repubblica (2002)  | Raffarin I   |
| Unione per un Movimento Popolare (2002–05) | Raffarin II                       | Nicolas Sarkozy (1955)             | 6 maggio 2002     | 31 marzo 2004     |                                          |              |
|                                            |                                   | Dominique de Villepin (1953)       | 31 marzo 2004     | 31 maggio 2005    | Unione per un Movimento Popolare         | Raffarin III |
|                                            |                                   | Nicolas Sarkozy (1955)             | 31 maggio 2005    | 27 marzo 2007     | Unione per un Movimento Popolare         | de Villepin  |
|                                            |                                   | François Baroin (1965)             | 27 marzo 2007     | 16 maggio 2007    | Unione per un Movimento Popolare         | de Villepin  |
|                                            |                                   | Michele Alliot-Marie (1946)        | 16 maggio 2007    | 23 giugno 2009    | Unione per un Movimento Popolare         | Fillon I     |
| Fillon II                                  |                                   | Michele Alliot-Marie (1946)        | 16 maggio 2007    | 23 giugno 2009    | Unione per un Movimento Popolare         |              |
|                                            |                                   | Brice Hortefeux (1958)             | 23 giugno 2009    | 27 febbraio 2011  | Unione per un Movimento Popolare         |              |
| Fillon III                                 |                                   | Brice Hortefeux (1958)             | 23 giugno 2009    | 27 febbraio 2011  | Unione per un Movimento Popolare         |              |
|                                            |                                   | Claude Guéant (1945)               | 27 febbraio 2011  | 15 maggio 2012    | Unione per un Movimento Popolare         |              |
|                                            |                                   | Manuel Valls (1962)                | 15 maggio 2012    | 31 marzo 2014     | Partito Socialista                       | Ayrault I    |
| Ayrault II                                 |                                   | Manuel Valls (1962)                | 15 maggio 2012    | 31 marzo 2014     | Partito Socialista                       |              |
|                                            |                                   | Bernard Cazeneuve (1963)           | 31 marzo 2014     | 6 dicembre 2016   | Partito Socialista                       | Valls I      |
| Valls II                                   |                                   | Bernard Cazeneuve (1963)           | 31 marzo 2014     | 6 dicembre 2016   | Partito Socialista                       |              |
|                                            |                                   | Bruno Le Roux (1965)               | 6 dicembre 2016   | 21 marzo 2017     | Partito Socialista                       | Cazeneuve    |
|                                            |                                   | Matthias Fekl (1977)               | 21 marzo 2017     | 14 maggio 2017    | Partito Socialista                       | Cazeneuve    |
|                                            |                                   | Gérard Collomb (1947)              | 14 maggio 2017    | 3 ottobre 2018    | Divers gauche (2017)                     | Philippe I   |
| Philippe II                                |                                   | Gérard Collomb (1947)              | 14 maggio 2017    | 3 ottobre 2018    | Divers gauche (2017)                     |              |
|                                            | La République En Marche (2017–18) | Gérard Collomb (1947)              | 14 maggio 2017    | 3 ottobre 2018    |                                          |              |
|                                            |                                   | Édouard Philippe ad interim (1970) | 3 ottobre 2018    | 16 ottobre 2018   | I Repubblicani                           |              |
|                                            |                                   | Christophe Castaner (1966)         | 16 ottobre 2018   | 6 luglio 2020     | La République En Marche                  |              |
|                                            |                                   | Gérald Darmanin (1982)             | 6 luglio 2020     | 21 settembre 2024 | La République En Marche                  | Castex       |
| Borne                                      |                                   | Gérald Darmanin (1982)             | 6 luglio 2020     | 21 settembre 2024 | La République En Marche                  |              |
| Attal                                      |                                   | Gérald Darmanin (1982)             | 6 luglio 2020     | 21 settembre 2024 | La République En Marche                  |              |
|                                            |                                   | Bruno Retailleau (1960)            | 21 settembre 2024 | in carica         | I Repubblicani                           | Barnier      |
| Bayrou                                     |                                   | Bruno Retailleau (1960)            | 21 settembre 2024 | in carica         | I Repubblicani                           |              |